# Мхитар Севастийский
Мхита́р Севасти́йский или Себастаци (арм. Մխիթար Սեբաստացի, итал. Mechitar da Pietro, в миру Манук Петросян; 7 ноября 1676, Сивас, Османская империя — 16 апреля 1749, монастырь св. Лазаря, Италия) — армянский языковед, богослов, основатель ордена мхитаристов.

## Биография
Родился в Севастии (Сивас, Османская Империя, территория современной Турции) 7 февраля 1676 года. Поступил в монастырь Сурб Ншан (Святого Знамения), где принял имя Мхитар (Утешитель). В 15 лет уже был саркавагом (диаконом). Стремясь к знаниям, отправился в Эчмиадзин, который считал центром цивилизации. В пути встретил миссионера-европейца и армянского путешественника, чьи рассказы о западном мире его глубоко поразили; с тех пор он стремился приобщить свой народ к достижениям Запада. Полтора года бродил с места на место, зарабатывая на жизнь преподаванием, затем вернулся в Сивас, где посвятил себя чтению армянских, сирийских и греческих богословов. После неудачной попытки попасть в Европу через Александрию был рукоположен в Сивасе в сан священника (1696), получил церковную ученую степень вардапета (1699).
В качестве проповедника отправился в Константинополь, где вокруг него собрался кружок учеников, в 1701 году оформившийся в монашескую общину, которая, помимо типичных религиозных задач, поставила себе целью просветительскую деятельность среди армян и их подчинения Святому Престолу. В ходе начавшихся гонений на католиков со стороны османских властей и подчиненных им православных и антихалкидонских иерархов был вынужден укрыться в монастыре капуцинов, находившемся под дипломатической защитой Франции, затем бежать в Морею (полуостров Пелопонне́с (Греция), в то время находившуюся под контролем Венецианской республики). В Модоне он построил армянскую церковь и монастырь, заложив основы будущего ордена. В 1712 году Папа Климент XI дал этому начинанию официальное одобрение и назначил Мхитара аббатом. Однако уже через три года между Венецией и Османской империей началась война, поставившая монастырь под угрозу. Мхитар с шестнадцатью спутниками перебрались в Венецию, чтобы основать там новый монастырь. Модон же был захвачен турками, монастырь разрушен, около 70 остававшихся там монахов рассеяны.
В Венеции Мхитару удалось получить в дар небольшой остров Святого Лазаря, расположенный в южной части Венецианской лагуны, вблизи острова Лидо. Официальное переселение состоялось 8 сентября 1717 года. На острове Мхитар и его собратья восстановили из руин старую церковь и выстроили Монастырь Санта-Ладзаро дельи Армени, со временем ставший одним из мировых центров армянской культуры. Здесь Мхитар прожил 30 лет, занимаясь литературными трудами и печатным делом. Он скончался 16 апреля 1749 года.

## Важнейшие работы
- Комментарий на Евангелие от Марка (1737)
- Комментарий на Книгу Екклезиастика
- Армянская грамматика
- Армянская грамматика народного языка
- Армянский словарь (1744)
- Армянский Катехизис (на литературном и народном языках)
- Армянская Библия